# Сэкстон, Джозеф
Джо́зеф Сэ́кстон (англ. Joseph Saxton; 22 марта 1799, Хантингдон, Пенсильвания, США — 26 октября 1873, Вашингтон, там же) — американский изобретатель, фотограф.

## Биография
С 1818 года жил в Филадельфии.
Изобрёл зуборезный станок для зубчатых колёс морских хронометров, спусковой механизм с компенсирующим маятником. Сконструировал башенные часы для филадельфийского Индепенденс-холла. В 1828 году переехал в Лондон, где прожил девять лет, близко познакомился с Майклом Фарадеем, создал магнитоэлектрическую машину оригинальной конструкции. Вернувшись в Филадельфию, руководил изготовлением механического оборудования для Монетного двора США.
С 1843 года до конца жизни курировал производство комплектов эталонных мер и весов для Службы изучения береговой линии (ныне — Национальная геодезическая служба США). Запатентовал зеркальный компаратор для сравнения стандартов длины, делительную машину для изготовления шкал, самопишущий мареограф, глубоководный термометр, погружной ареометр, самозатачивающийся карандаш.

Автор первой фотографии, сделанной на территории США — дагеротипа филадельфийской Центральной средней школы, снятого из окна здания американского Монетного двора 25 сентября (по другим источникам — 16 октября) 1839 года.